# Revolució ruandesa
La Revolució ruandesa, també coneguda com la Revolució social o vent de destrucció, (kinyarwanda muyaga), va ser un període de violència ètnica a Ruanda entre 1959 i 1961 entre hutus i tutsis dos dels tres grups ètnics de Ruanda. La revolució va veure la transició del país d'una colònia belga amb una monarquia tutsi a una república independent dominada pels hutus.
Ruanda havia estat governada per una monarquia tutsi des d'almenys el segle xviii, amb polítiques protutsi i antihutu. Alemanya i Bèlgica van controlar successivament Ruanda a principis del segle xx, les dues nacions europees governaven a través dels reis i perpetuant una política protutsi. Després de 1945 es va desenvolupar una contra-elit hutu que va provocar el deteriorament de les relacions entre els grups. El lideratge tutsi agitava per una ràpida independència per tal de consolidar el seu poder, i l'elit hutu va demanar la transferència del poder dels tutsis als hutus (una postura cada vegada amb més suport de  l'Església catòlica i el govern colonial).
La revolució va començar el novembre de 1959, amb una sèrie de disturbis i atacs d'incendis provocats a les llars tutsis després de l'atac de l'únic subcapità hutu Dominique Mbonyumutwa pels extremistes tutsis. La violència es va estendre ràpidament per tot el país. El rei i els polítics tutsis van intentar un contraatac per apoderar-se del poder i expulsar els hutus i els belgues, però van ser frustrats pel coronel belga Guy Logiest, que havia estat portat pel governador colonial. Logiest va restablir la llei i l'ordre, començant un programa per promoure i protegir l'elit hutu. Els belgues van reemplaçar llavors a molts caps i subcaps tutsis per Hutu, reduint al rei Kigeli V de Ruanda a l'estat de mera figura; Kigeli va fugir més tard del país. Malgrat la contínua violència antitutsi, Bèlgica va organitzar eleccions locals a mitjan 1960. Els partits hutus van obtenir el control de gairebé totes les comunitats, i van acabar amb la revolució efectiva. Logiest i el líder hutu Grégoire Kayibanda van declarar Ruanda com a república autònoma el 1961, i el país es va independitzar el 1962.
La revolució va provocar que almenys 336.000 tutsis fugissin als països veïns, on vivien com a refugiats. Encara que els exiliats es van mobilitzar per a un retorn immediat a Ruanda, es van dividir entre els que buscaven la negociació i els que desitjaven derrocar el nou règim. Alguns exiliats formaven grups armats (anomenats inyenzi o "escarabats" pel govern hutu) que van llançar atacs contra Ruanda. El més gran va ocórrer a la fi de 1963, quan es va apropar un atac sorpresa a Kigali. El govern va lluitar de nou, va derrotar els inyenzi i va matar milers de tutsis restants a Ruanda. Els refugiats no van plantejar més amenaça fins a la dècada de 1990, quan una Guerra Civil ruandesa iniciada pel refugi tutsi, el Front Patriòtic Ruandès (FPR) va obligar el govern hutu a negociar. Això va provocar l'augment de l'extremisme hutu i el genocidi ruandès de 1994, en el qual centenars de milers de tutsis van ser assassinats abans que el FPR prengués el control.

## Antecedents

### Ruanda precolonial

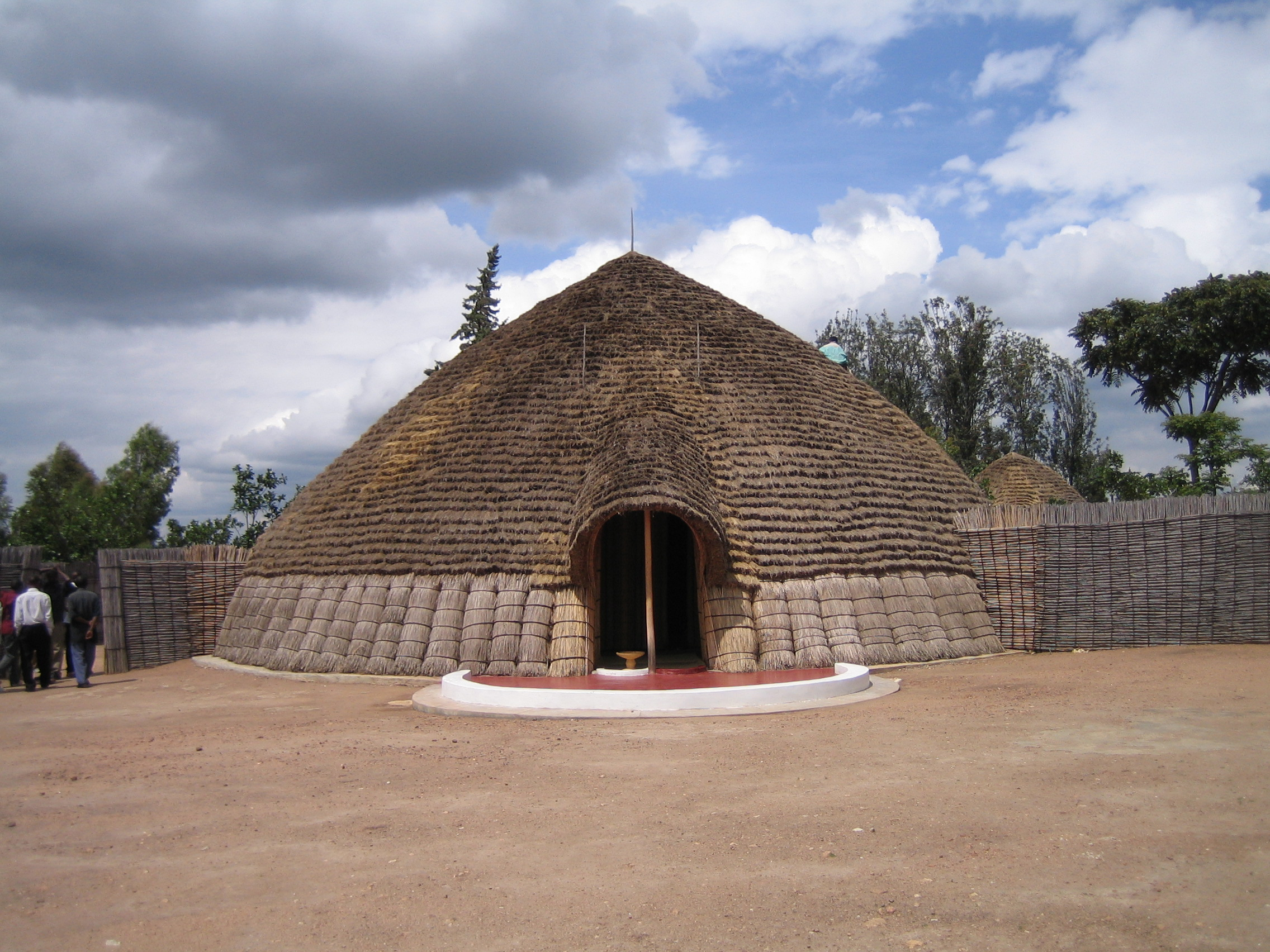
Reconstrucció del palau del Rei de Ruanda a Nyanza.

Els primers habitants de l'actual Ruanda van ser els twa, un grup de caçadors-recol·lectors indígenes pigmeus que es van establir l'àrea entre el 8000 i el 3000 aC i que encara són al país. Entre 700 aC i el 1500 un gran nombre de grups bantu van emigrar a Ruanda i va començar a netejar els boscos per a l'agricultura. Després de perdre gran part del seu hàbitat, els twa es van traslladar a les muntanyes. Els historiadors tenen diverses teories sobre les migracions bantus. Segons una, els primers pobladors van ser hutus; els tutsis van emigrar més tard i van formar un grup racial diferent, possiblement d'origen cuixític. Una teoria alternativa és que la migració era lenta i estable, on els grups entrants s'integraven (en lloc de conquistar) en la societat existent. En aquesta teoria la distinció hutu-tutsi va sorgir més tard com una distinció de classe, més que no racial.
La població es va unir, primer en clans (ubwoko) i en uns vuit regnes pel 1700. El país era fèrtil i densament poblat, amb els seus regnes estrictament controlats socialment. El Regne de Ruanda, governada pel clan tutsi Nyiginya, es va tornar cada vegada més dominant a principis del segle xviii. Des dels seus orígens com una petita toparquia vora el llac Muhazi el regne es va expandir mitjançant la conquesta i l'assimilació, arribant al seu cenit sota el rei (Mwami) Kigeli Rwabugiri entre 1853 i 1895. Rwabugiri va expandir el regne cap a l'oest i cap al nord, implementant reformes administratives que van incloure ubuhake (on els patrons tutsis van cedir ramat i estatut de privilegi a clients hutu o tutsi a canvi de serveis personals i econòmics) i uburetwa (un sistema de corvees en el qual els hutus eren forçats a treballar pels caps tutsis). Les reformes de Rwabugiri van desenvolupar una bretxa entre les poblacions hutu i tutsi.

### Colonització
La Conferència de Berlín de 1884 va assignar el territori a l'Imperi Alemany, amb fronteres imprecises. Quan Gustav Adolf von Götzen va explorar el país deu anys més tard, i va descobrir que el regne de Ruanda incloïa una regió fèrtil a l'est del llac Kivu. Alemanya volia aquesta regió, que també era reclamada per Leopold II de Bèlgica com a part del seu propi Estat Lliure del Congo (annexat per Bèlgica per formar el Congo Belga en 1908). Per justificar la seva reclamació, Alemanya va començar una política de domini indirecte de la monarquia ruandesa i recolzava als caps tutsis; aquest sistema va permetre la colonització amb poques tropes europees. Yuhi V Musinga, que va sorgir com a rei després d'una crisi successòria després de la mort del seu pare Rwabugiri i una lluita amb les tropes belgues, va donar la benvinguda als alemanys i els va utilitzar per consolidar el seu poder. El territori es va convertir en la frontera occidental de l'Àfrica Oriental Alemanya. El domini alemany va permetre que la política de centralització de Rwabugiri continués, i la fractura entre tutsis i hutus es va aprofundir.

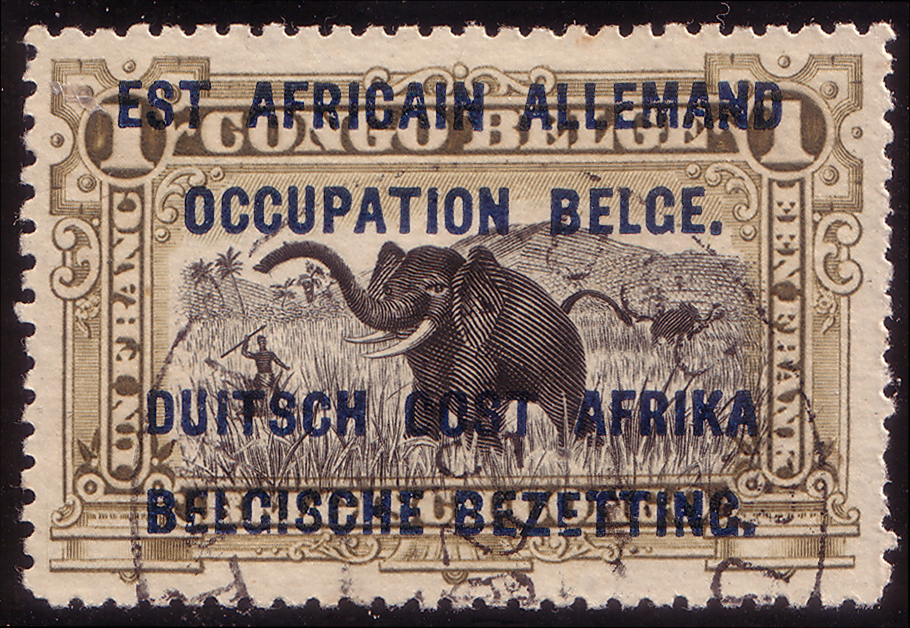
Un segell de 1916 dels Territoris Ocupats d'Àfrica Occidental Belga, capturats durant la [[Teatre d'operacions d'Àfrica oriental (Primera Guerra Mundial)|Campanya de l'Àfrica Oriental] Primera Guerra Mundial]]

Les forces belgues es van fer càrrec de Ruanda i Burundi durant la Primera Guerra Mundial, i el país va quedar sota control belga com a Mandat de la Societat de Nacions de 1919, anomenat Ruanda-Urundi. Encara que Bèlgica inicialment va continuar el mètode alemany de govern a través de la monarquia, el 1926 va començar una política de govern colonial directe d'acord amb la norma del Congo. Les reformes incloïen la simplificació del sistema complex de tres caps, per la qual cosa un cap (en general tutsi) en comptes de tres (normalment dividit entre tutsis i hutus) governava una àrea local. Les reformes belgues també van estendre l'uburetwa (treballs forçats dels hutus per als caps tutsis) a persones físiques, no només comunitats, i a regions no cobertes prèviament pel sistema. Els caps tutsis començaren un procés de reforma agrària amb suport belga; les zones de pasturatge tradicionalment controlades pels col·lectius hutu van ser confiscades per tutsis i privatitzades amb una compensació mínima.
A partir de la fi de la dècada de 1920, el paper de l'Església catòlica va créixer. Això va ser encoratjat pel govern belga, ja que els sacerdots coneixien bé el país i facilitaven la seva administració. Molts ruandesos (inclosa l'elit tutsi) es van convertir, ja que el catolicisme era un prerequisit creixent per a l'avanç social. El rei Musinga es va negar a convertir-se, i el 1931 va ser deposat per l'administració belga; el seu fill gran, Mutara III Rudahigwa, el va succeir i es va convertir finalment en el primer rei cristià de Ruanda. En els anys trenta els belgues van introduir projectes a gran escala en l'educació, salut, treballs públics i supervisió agrícola, inclosos nous cultius i tècniques agrícoles per millorar l'alimentació. Tot i que Ruanda es va modernitzar, els tutsis van romandre al poder, deixant els hutus subjectes al treball forçós a gran escala. En 1935 Bèlgica va introduir targetes d'identitat, etiquetant a un individu com tutsi, hutu, twa o naturalitzat. Tot i que els hutus benestants havien estat capaços d'esdevenir tutsis honorífics, les targetes d'identitat van acabar amb la mobilitat social.

## Preludi

### Creixement de la contraelit hutu
Bèlgica va continuar governant Ruanda com territori fideïcomissari de les Nacions Unides després de la Segona Guerra Mundial, amb el mandat de supervisar la seva eventual independència. El panorama econòmic havia canviat considerablement durant la guerra; va créixer una economia monetària, i amb ella la demanda de treballadors a les mines congoleses de Katanga i les plantacions de cafè i sucre d'Uganda. Hi va haver un canvi simultani a l'Església catòlica; destacades figures de la primera església ruandesa, que eren d'un fons benestant i conservador (com Léon-Paul Classe), eren reemplaçats per clergues més joves d'origen obrer. D'aquests, una proporció més alta era flamenc en comptes de valons i simpatitzaven amb la difícil situació dels hutus. Les condicions econòmiques i l'ensenyament del seminari proporcionat per l'església va donar als hutus una mobilitat social no possible prèviament i que permetia el desenvolupament d'un grup d'elits de líders i intel·lectuals hutus. Aquest grup, format per hutus del regne precolonial de Ruanda, foren units per prominents ciutadans dels regnes adquirits durant el colonialisme (inclosos els kiga).
La figura més coneguda del moviment era Grégoire Kayibanda. Com la major part de la contraelit hutu Kayibanda havia estudiat per sacerdot al seminari Nyakibanda, encara que no va ser ordenat. Després de completar la seva educació el 1948 es va convertir en professor d'educació primària. En 1952 Kayibanda va succeir Alexis Kagame com a redactor de la revista catòlica, L'Ami. Durant la dècada de 1950 va ser membre de la direcció de la cooperativa alimentària Travail, Fidélité, Progrès (TRAFIPRO), va editar la revista catòlica pro-hutu Kinyamateka, i va fundar el Mouvement Social Muhutu (MSM).
La segona gran figura de l'elit hutu va ser Joseph Gitera, un altre exseminarista originari del sud del país que havia deixat l'església per establir una petita maoneria. Gitera va fundar el partit Associació per la Promoció Social de la Massa (APROSOMA). Els historiadors religiosos Ian i Jane Linden el van descriure com "més apassionat i potser compassiu" que Kayibanda i altres exseminaristes hutus, però "sovint erràtic i de vegades fanàtic" A diferència de Kayibanda, Gitera va demanar una acció contundent contra l'"opressió" de la monarquia a partir de 1957; no obstant això, la seva retòrica es va centrar menys en la divisió hutu-tutsi que en l'emancipació dels pobres.

### Deteriorament de les relacions entre hutus i tutsis
La contra-elit hutu va gaudir de relacions raonables amb el rei i l'elit tutsi a principis dels anys cinquanta, ja que la recerca de la democràcia va dominar la vida política. Els joves tutsis i hutus que havien estat educats en seminaris catòlics o treballaven en el comerç internacional, es van unir com a evolués, treballant en funcions secundàries a l'administració colonial. Tanmateix, les relacions hutu-tutsi es van deteriorar ràpidament a partir de 1956. En juliol, el diari congolès La Presse Africaine va publicar un article d'un sacerdot ruandès anònim detallant suposats abusos de llargs segles dels hutus per l'elit tutsi. Aquest article va ser seguit a La Presse Africaine i altres diaris congolesos i burundians amb una sèrie d'altres articles que detallaven la història de les relacions entre els grups i l'estatus del rei. El rei Mutara i l'elit tutsi van menystenir les reivindicacions, replicant que no hi ha impediment ètnic perquè existia mobilitat social i que hutus i tutsis eren indistingibles. El següent catalitzador de la ruptura de les relacions va ser l'aparició de les les primeres eleccions democràtiques sota sufragi universal masculí el setembre de 1956. Es va permetre al poble que votés als sub-caps i el 66% dels elegits eren hutus. Les posicions més altes en les jerarquies tradicionals i colonials encara eren nomenades més que elegides, i aquestes foren conservades majoritàriament pels tutsis. El desequilibri entre aquestes dues ponderacions va ressaltar la injustícia percebuda del sistema pels hutus.
Abans de 1956, la monarquia i els tutsis prominents s'havien relaxat sobre la cronologia de la independència, convençuts que el poder complet els serien transferits pels belgues en el seu moment. Alarmats per la creixent influència dels hutus i les tensions entre els grups, van començar a fer campanya a final de 1956 per una ràpida transició cap a la independència. El rei Rudahigwa i el Conseil Superieur dominat pels tutsis va proposar nous ministres de finances, educació, obres públiques i interior independentment de Bèlgica, a través d'un manifest anomenat mise en point. La contra-elit hutu va respondre ràpidament a aquest desenvolupament, denunciant-lo com una trama per part dels tutsis per a consolidar la preeminència tutsi a Ruanda després de la independència. Kayibanda, amb vuit altres líders hutus, va començar a treballar en una alternativa coneguda com el Manifest Bahutu. Els autors van ser assistits per escriure aquest document per joves clergues belgues simpatitzants de la causa hutu. El Manifest Bahutu va criticar indirectament el domini belga, demanant l'abolició de l'ubuhake i el desenvolupament d'una classe mitjana. Va ser el primer document referint-se als tutsis i hutus com a races separades, etiquetant als tutsis com a "camites" i acusant-los d'establir un "monopoli racista". El manifest va demanar una transferència de poder dels tutsis als hutu basada en la "llei estadística". L'alliberament d'aquestes visions competidores per al futur del país va cridar l'atenció dels polítics belgues i del públic als problemes socials de Ruanda que, fins aleshores, només havien estat la preocupació dels sociòlegs i seccions de l'administració colonial.
En 1958 Gitera va visitar el rei al seu palau a Nyanza. Encara que Gitera tenia un respecte considerable per la monarquia, Rudahigwa el va tractar despectivament; en un moment va agafar Gitera per la gola, titllant-lo a ell i als seus seguidors inyangarwanda (odiadors de Ruanda). Aquesta humiliació va provocar que el MSM, l'APROSOMA i les publicacions catòliques hutus prenguessin una posició més ferma contra la monarquia. Kinyamateka va publicar un informe detallat del tractament de Rudahigwa a Gitera, refutant la seva imatge semidivina i acusant-lo del racisme pro-tutsi. La revista també va publicar històries que citaven els mites d'origen dels hutus, tutsis i twa, considerant les polítiques del rei incompatibles amb elles. Els articles no van impugnar de manera immediata l'autoritat del rei sobre els camperols hutus, però la seva exposició de l'esclat de Rudahigwa va portar a un cisma permanent entre ell, la contra-elit hutu i les autoritats belgues. El 1958, el ministeri colonial belga va intentar despullar Rudahigwa del seu poder, reduint-lo a una figura sense poder, però la seva popularitat entre els caps regionals i els tutsis (que temien el creixent moviment hutu) van provocar una sèrie de vagues i protestes.

### Mort de Rudahigwa i la formació d'UNAR
A principis de 1959, Bèlgica va convocar una comissió parlamentària per examinar les opcions per a la democratització i una eventual independència, programant eleccions per a final d'any. Amb els belgues i la major part del clergat al seu costat, Gitera va començar una campanya dirigida a Kalinga: el tambor reial, un dels símbols més potents de la monarquia. Rudahigwa es va tornar cada vegada més temorós, portant el tambor de contraban fora del país i bevent força. Va morir d'una hemorràgia cerebral el juliol de 1959 mentre buscava un tractament mèdic a Bujumbura. Molts ruandesos van creure que Rudahigwa va ser injectat letalment pels belgues; encara que mai es va realitzar una autòpsia a causa de les objeccions de la mare de la reina, una avaluació per part de metges independents va confirmar el diagnòstic original de l'hemorràgia. També hi va haver especulacions en els àmbits governamentals que havia comès un suïcidi ritual a instàncies dels seus historiadors de la cort. L'elit tutsi, creient que Rudahigwa va ser assassinat per l'església amb l'ajuda dels belgues, immediatament va començar una campanya contra els dos. El germà de Rudahigwa Kigeli V Ndahindurwa va ser entronitzat, sense participació belga i contra els seus desitjos; Linden i Linden ha descrit aquesta successió com un "cop tutsi menor".
Després de la coronació de Kigeli V, diversos caps tutsis i funcionaris del palau que desitjaven una ràpida independència van formar el partit Union Nationale Rwandaise (UNAR). Si bé UNAR era promonarquia, no estava controlat pel rei; el partit era antibelga, cosa que va atreure suport del bloc de l'Est. UNAR va començar immediatament una campanya per promoure el nacionalisme ruandès, que va voler reemplaçar la història europea a les escoles amb l'estudi de les conquestes de Rwabugiri i demanant l'eliminació dels blancs i missioners. Aquesta retòrica va provocar que l'Església catòlica (i molts dels seus estudiants ruandesos, que van acreditar que l'església els aixecava de la pobresa) per titllar UNAR d'anti-catòlic. Gitera, al seu torn, va usar la postura anti-UNAR de l'església per reclamar falsament el seu suport a l'APROSOMA. El govern colonial es va traslladar per limitar el poder d'UNAR, intentant desposseir tres caps que eren prominents en el partit i van obrir foc als manifestants en una manifestació. Kayibanda va registrar el MSM com a partit oficial, reanomenant-lo Parti du Mouvement de l'Emancipation Hutu (PARMEHUTU). Va començar a mobilitzar cel·les de seguidors a tot el país, demanant una monarquia constitucional. La historiadora Catharine Newbury va descriure la situació a final de 1959 com una "caldera bullint"; a final d'octubre, amb l'informe parlamentari i eleccions a prop, les tensions havien arribat al punt de ruptura.

## Revolució

### Atac a Mbonyumutwa i aixecament hutu

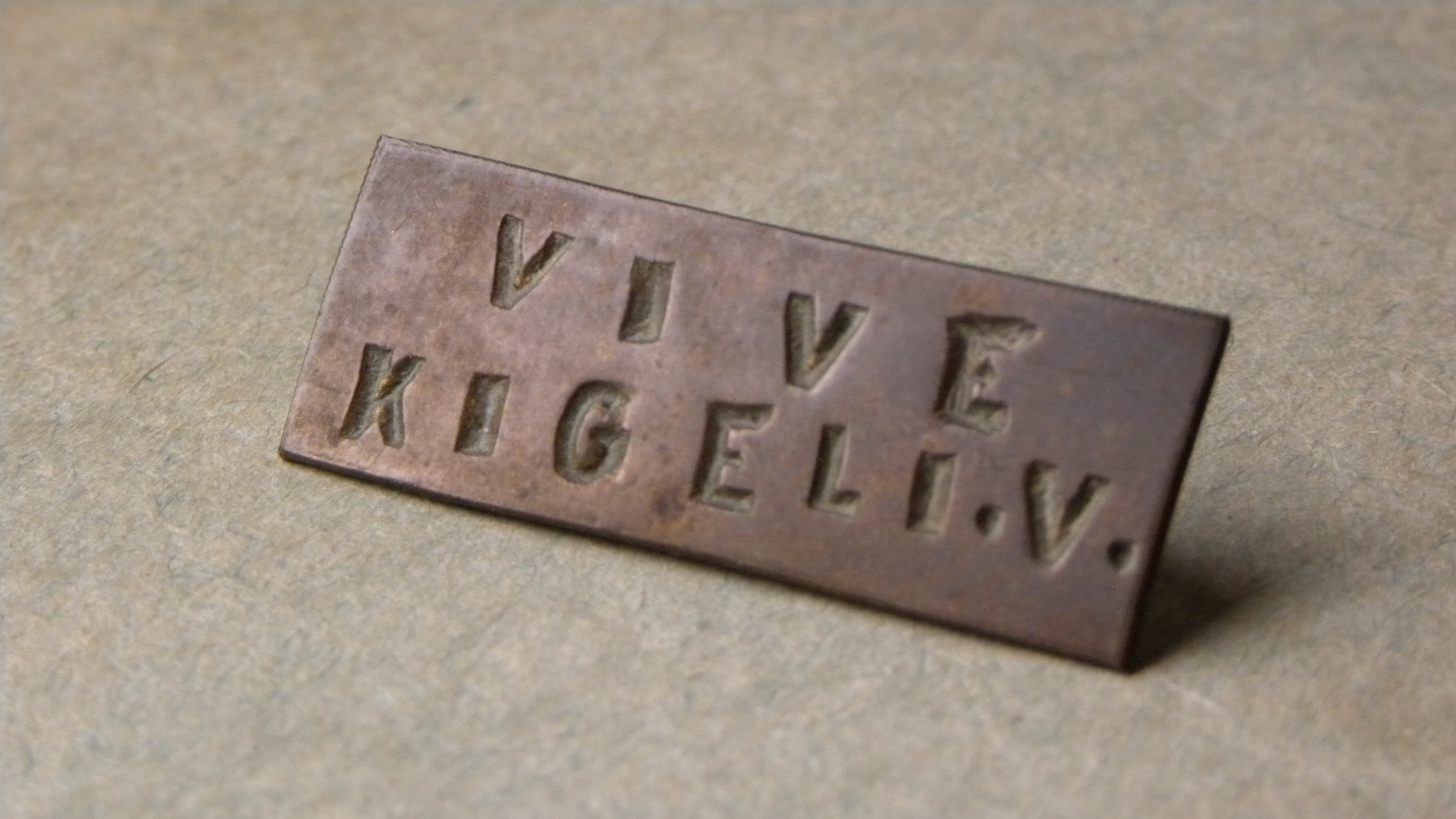
Un pin reialista amb l'eslògan "Vive Kigeli V" datat en el període de la revolució ruandesa

L'1 de novembre de 1959 Dominique Mbonyumutwa, un dels pocs subcaps hutu i activista de PARMEHUTU, va ser atacat després d'assistir amb la seva esposa a una església propera a casa seva a Byimana, província de Gitarama. Els atacants eren nou membres de l'ala juvenil de la UNAR, que ho van fer per la negativa de Mbonyumutwa a signar una carta de protesta d'UNAR, condemnant l'expulsió de tres caps tutsi pels belgues. Els atacants inicialment van involucrar Mbonyumutwa en una conversa sobre la seva creixent influència com sub-cap, abans de colpejar-lo. Mbonyumutwa es va enfrontar als atacants i tant ell com la seva esposa van poder tornar de manera segura a casa, però van començar a difondre's rumors que havia estat assassinat; segons el professor de teologia estatunidenc James Jay Carney, Mbonyumutwa podria haver escampat els rumors ell mateix.
L'atac a Mbonyumutwa va ser el catalitzador que va provocar el conflicte violent previst entre hutus i tutsis, després dels mesos de tensió anteriors. El 2 de novembre, l'endemà de l'atac, es va produir una protesta hutu a Ndiza, la llar d'Athanase Gashagaza, el cap tutsi que era el superior directe de Mbonyumutwa. La protesta va acabar pacíficament aquest dia, però el 3 de novembre es va produir una protesta més gran a la mateixa ubicació, que es va tornar violenta. Els seguidors hutus, declarant-se "per Déu, l'Església i Ruanda", van matar a dos oficials tutsis i van obligar Gashagaza a amagar-se. Mbonyumutwa va ser nomenat en lloc seu.
Les protestes es van transformar ràpidament en disturbis, amb bandes hutus que passaven pel districte atacant les cases tutsi. La violència en aquesta etapa consistia principalment en incendis en lloc de morts, excepte en els casos en què els tutsis se'ls van enfrontar. Primer a Ndiza i després a tot el país, els hutu va cremar les cases tutsi arreu principalment enceses amb parafina, un producte àmpliament disponible a Ruanda per al seu ús en enllumenat. Sense llar, molts tutsis van buscar refugi en missions de l'Església catòlica i a les autoritats belgues, mentre que altres van creuar a Uganda i el Congo Belga, començant el que es convertiria en un èxode massiu al final de la revolució. Els incendiaris van reclutar camperols locals a les seves files, assegurant la ràpida propagació de la revolta. Molts hutus encara creien que el rei era sobrehumà, i va afirmar que havia dut a terme atacs contra la seva invasió. El 9 de novembre la violència s'havia estès arreu del país, excepte la província d'Astrida (Butare) i el sud-oest i l'est. Els disturbis eren més forts al nord-oest; a Ruhengeri, totes les cases tutsis van ser destruïdes pel foc.
La resposta belga inicial a la violència fou el silenci; el govern colonial tenia només 300 soldats a Ruanda a principis de novembre, tot i l'amenaça de la guerra civil que havia escalat durant els mesos anteriors. Alphonse van Hoof, un sacerdot catòlic dels Pares Blancs que treballava al país, va descriure les forces belgues com "uns quants jeeps que circulaven per la carretera". Alguns incendiaris van ser arrestats, però els belgues no podien contenir la propagació de l'aixecament i es van veure forçats a demanar reforços al veí Congo. El rei Kigeli va demanar permís per formar el seu propi exèrcit per combatre la violència, però el resident colonial, André Preud'homme va rebutjar aquesta sol·licitud. Preud'homme temia que permetre armar els tutsis augmentaria la crisi en una guerra civil a gran escala.
Malgrat aquesta negativa, Kigeli va llançar un contraatac contra els revoltats el 7 de novembre, mobilitzant milers de milícies lleials, Kigeli va ordenar la detenció o assassinat d'alguns líders hutus prominents amb l'esperança d'acabar amb la revolta camperola; el germà de Joseph Gitera, un membre destacat d'APROSOMA, estava entre els morts. Molts dels arrestats van ser portats al palau del rei a Nyanza, on van ser torturats per funcionaris de la UNAR. Gregoire Kayibanda es va mantenir amagat en aquella època, per la qual cosa no va ser capturat. El 9 i el 10 de novembre les tropes de Kigeli van atacar el turó a Save, prop d'Astrida, amb la intenció d'arribar a la casa de Gitera i capturar el líder de l'APROSOMA. Gitera va respondre reunint les seves pròpies forces per defensar el turó. Les forces del rei mancaven de coneixements militars per guanyar aquesta batalla, i eventualment les autoritats belgues van intervenir a Save per prevenir el vessament de sang, provocant la fugida de Gitera. Encara que Kigeli i UNAR es van mantenir més poderosos i millor equipats que els partits hutus, sabien que els belgues ara feien costat fermament a aquests últims; amb prou temps, els hutus guanyarien la partida. Per tant, UNAR va tractar d'allunyar Bèlgica del poder i obtenir la independència com més aviat millor.

### Arribada de Guy Logiest
L'aixecament de novembre de 1959 i els combats posteriors entre hutus i tutsis van començar la revolució, però segons Carney va ser la resposta belga la que va assegurar que es produiria una reversió permanent en el paper dels dos grups, amb els hutus emergents en el poder. El principal decisor en aquesta resposta va ser el coronel Guy Logiest, un coronel de l'exèrcit belga que treballava al Congo amb la Force Publique. Logiest era amic personal del governador de Ruanda-Urundi Jean-Paul Harroy, i ja havia demanat, abans de l'inici de la revolució, anar a Ruanda per avaluar les opcions militars de Bèlgica en la colònia. Després de l'esclat de la violència, Logiest va accelerar la seva sortida del Congo, arribant a Ruanda el 4 de novembre. Logiest va arribar amb alguns soldats i paracaigudistes i va ser encarregat de restablir l'ordre civil.
Devot catòlic i políticament socialdemòcrata, Logiest va decidir primerament a favor dels hutus en la seva presa de decisions al país. Això va ser en part per motius de seguretat, ja que Logiest va afirmar que els hutus continuarien la violència mentre els tutsis continuessin en el poder, però també a favor de la revolució per motius democràtics; ho va veure com l'oportunitat perquè els camperols "oprimits" hutus s'aixequessin contra la classe dirigent tutsi. Més tard va escriure a les seves memòries: "Alguns dels meus assistents van pensar que jo era equivocat en ser tan parcial contra els tutsis i que estava dirigint Ruanda en un camí cap a la democratització el final del qual era llunyà i incert", però ell va defensar les seves accions, dient "probablement era el desig de deixar la morgue i exposar la duplicitat d'una aristocràcia bàsicament opressiva i injusta". Després de la represàlia de Kigeli i UNAR contra els hutus, Logiest i les seves tropes van prioritzar la protecció dels líders hutu (inclòs Gitera).
El 12 de novembre, després que Harroy declarés l'estat d'emergència, Logiest va ser nomenat Resident Militar Especial amb un mandat per restablir l'ordre a Ruanda. Sentint que la independència era imminent i que UNAR i el lideratge tutsi tenien la capacitat de forçar ràpidament un regne independent dominat pels tutsis, Logiest va empènyer el país fermament cap a una república hutu. Va fer això amb el suport de Harroy, instal·lant hutus en càrrecs administratius importants; més de la meitat dels caps tutsi (i molts subcaps) del país van ser substituïts per hutus, la majoria del partit PARMEHUTU. Logiest va qualificar els nomenaments de "temporals", prometent que els seguirien eleccions. Encara que molts membres d'UNAR foren jutjats i condemnats per crims comesos durant la contrarevolució tutsi, els seus compatriotes hutu de PARMEHUTU i APROSOMA que eren culpables d'incitar els incendis hutus van escapar sense judici. En desembre Logiest va ser nomenat per al nou càrrec de resident civil especial, substituint al resident colonial més conservador André Preud'homme. El govern belga li va permetre que deposés el rei i vetés les seves decisions, el que significava que Kigeli es convertia en un monarca constitucional, i Logiest el va substituir com a líder de facto.

### Arribada al poder de PARMEHUTU
El període següent a la mort de Rudahigwa el juliol de 1959 i el posterior cop d'estat tutsi contra els belgues, va veure al PARMEHUTU guanyar un avantatge decisiu en popularitat sobre l'APROSOMA de Joseph Gitera, així com al tutsi UNAR. APROSOMA va afavorir un enfocament inclusiu del nacionalisme ruandès, en un moment en què el govern autoritari tutsi va alimentar el sentiment antitutsi entre els hutus. L'ascensió de PARMEHUTU va millorar encara més després de la violència de novembre, quan Guy Logiest va nomenar líders provisionals principalment d'aquest partit, cosa que els va permetre establir l'ordre del dia i controlar l'administració de les pròximes eleccions. Malgrat això, PARMEHUTU va dir que encara necessitava més temps perquè el poble hutu estigués "prou emancipat per defensar els seus drets amb eficàcia", i va pressionar amb èxit als belgues per posposar les eleccions comunals programades per a gener de 1960. Les eleccions van ser reprogramades per a juny d'aquell any. El març de 1960, una delegació de les Nacions Unides va visitar Ruanda per avaluar el progrés cap a la independència del país. Els principals partits polítics van encoratjar les manifestacions del carrer, que van deteriorar en nous brots de violència, durant la visita de l'ONU. Les llars tutsis foren cremades a la vista dels visitants, portant-los a declarar en abril que els plans belgues per les eleccions de juny eren inamovibles. En lloc d'això, van proposar una taula rodona amb els quatre partits polítics per acabar amb la violència.
Malgrat el suggeriment de l'ONU de posposar les eleccions, les autoritats belgues van avançar i les van celebrar al juny i al juliol. El resultat va ser una victòria aclaparadora per a PARMEHUTU, que va obtenir 160 de 229 escons. Els partits tutsis controlaven solament 19. Les autoritats comunals immediatament van prendre el poder local dels caps tradicionals; molts van implementar polítiques feudals similars a les de l'elit tutsi, però afavorien els hutus en lloc dels tutsis. Tot i que després de les eleccions Guy Logiest va anunciar que "la revolució ha acabat", les tensions es van mantenir i les massacres locals de tutsi van continuar al llarg de 1960 i 1961. El rei Kigeli, que vivia sota arrest virtual al sud de Ruanda, va fugir del país en juliol de 1960 i va viure durant algunes dècades a llocs d'Àfrica Oriental abans d'instal·lar-se als Estats Units.

### Independència

La bandera de Ruanda quan va rebre la independència de 1962

Rwanda es va instal·lar en la nova realitat del domini hutu després de les eleccions de 1960; Bèlgica i Logiest van recolzar a PARMEHUTU, i la influència tutsi va disminuir. La Comissió d'Administració Fiduciària de les Nacions Unides, dominada per països aliats amb els comunistes que afavorien el partit antibelga tutsi UNAR, va pressionar per la celebració d'eleccions controlades de forma independent. La comissió va patrocinar les Resolucions de l'Assemblea General de les Nacions Unides 1579 i 1580, demanant eleccions i un referèndum sobre la monarquia; Logiest va desestimar els esforços com a "perfectament inútils" i va fer poc esforç per implementar-los. Es va celebrar a Bèlgica una Conferència Nacional de Reconciliació el gener de 1961, que va acabar en fracàs. Logiest i Kayibanda van convocar després una reunió dels líders locals del país, en què es va proclamar una "República democràtica sobirana de Rwanda" amb Dominique Mbonyumutwa com a president interí. L'ONU va publicar un informe que un "sistema opressiu ha estat reemplaçat per un altre", però la seva capacitat per influir en els esdeveniments havia acabat. PARMEHUTU va obtenir el control de la legislatura el setembre de 1961; Kayibanda va assumir la presidència, i Rwanda es va independitzar completament el juliol de 1962.

## Conseqüències

### Refugiats tutsis i atacsinyenzi
A mesura que avançava la revolució, molts tutsis van deixar Ruanda per escapar de les purgues hutus. L'èxode, que va començar durant els atacs d'incendis de novembre de 1959, va continuar constantment durant tota la revolució. Oficialment, a final de 1964 un total de 336.000 tutsis s'havien establert principalment als quatre països veïns de Burundi, Uganda, República de Tanganyika (més tard Tanzània) i Congo-Léopoldville. Els exiliats, a diferència dels ruandesos ètnics que van emigrar durant les èpoques precolonials i colonials, van ser vistos com a refugiats pels seus països d'acollida i van començar gairebé immediatament a moure's per tornar a Ruanda.Prunier Els seus propòsits diferien; alguns buscaven la reconciliació amb Kayibanda i el nou règim, alguns d'ells eren afiliats amb el rei exiliat Kigeli i altres desitjaven expulsar el nou règim PARMEHUTU del poder i establir una república socialista. Prunier
A principis de 1960, grups armats d'exiliats tutsis (anomenats inyenzi o "paneroles" pel govern hutu) van llançar atacs a Ruanda des dels països veïns, amb èxit variat. Els inyenzi a Burundi, recolzats per la república tutsi recentment instal·lada d'aquest país, van causar alguns estralls al sud de Ruanda. Els refugiats al Congo, Uganda i Tanzània van ser menys capaços d'organitzar operacions militars a causa de les condicions locals; els exiliats a Tanzània van ser ben tractats per les autoritats locals i molts es van establir de manera permanent, renunciant a les aspiracions de tornar a Ruanda. Els atacs inyenzi van impulsar més refugiats a través de les fronteres, ja que sovint el govern va respondre amb nous atacs contra els tutsis que encara vivien a Ruanda.
El desembre de 1963 els inyenzi de Burundi va llançar un atac sorpresa a gran escala, apoderant-se de Bugesera i avançant cap a posicions prop de Kigali. Els atacants, mal equipats i mal organitzats foren fàcilment derrotats pel govern, la resposta dels quals a l'atac va ser la massacre més gran de tutsis fins a la data: s'estima que 10.000 entre desembre de 1963 i gener de 1964, inclosos tots els polítics tutsis que encara hi havia al país. La resposta de la comunitat internacional va ser feble, i es va reforçar el poder intern del president Kayibanda. La matança i la derrota van posar fi als inyenzi, que no van suposar cap amenaça per a Ruanda després de 1964.

### Postrevolució a Ruanda
Després de la massacre de tutsis de 1963-64 i la derrota dels inyenzi Kayibanda i PARMEHUTU van governar Ruanda sense control durant la dècada següent, supervisant una hegemonia hutu justificada pel mantra de "majoria demogràfica i democràcia". El règim no tolerava la dissidència, governant de manera ascendent similar a la monarquia feudal prèvia a la revolució i promovent un ethos profundament catòlic i virtuós. A principis dels anys setanta aquesta política havia aïllat Ruanda de la resta del món, i es va iniciar una revolta dins de l'elit hutu. En 1973 un alt comandament militar, Juvénal Habyarimana, va organitzar un cop, matant Kayibanda i assumint la presidència.
En 1990 el Front Patriotique Rwandais (FPR), un grup rebel format principalment per refugiats tutsis, va envair el nord de Ruanda; així va començar la Guerra Civil ruandesa. Encara que cap dels bàndols va obtenir un avantatge decisiu en la guerra,} el 1992 l'autoritat de Habyarimana s'havia debilitat; les manifestacions massives el van obligar a formar un govern de coalició amb l'oposició interna i signar en 1993 els Acords d'Arusha (Ruanda) amb el FPR. L'alto el foc va acabar el 6 d'abril de 1994, quan fou enderrocat l'avió de Habyarimana a prop de l'aeroport de Kigali i va morir. La mort de Habyarimana va ser el catalitzador del genocidi ruandès, que va començar unes hores després. En uns cent dies, de 500.000 a 1.000.000 de tutsis i hutus políticament moderats van morir en atacs ben planificats ordenats pel govern interí. El FPR tutsi sota Paul Kagame va reiniciar la seva ofensiva i metòdicament va recuperar Ruanda, controlant tot el país cap a mitjan juliol. En 2015, Kagame i el FPR continuen tenint el control, recuperant el creixement de l'economia de Ruanda, el nombre de turistes i el Índex de desenvolupament humà del país.